# XE8000
Az XE8000 sorozat egy kis fogyasztású mikrovezérlő-család, eredetileg a XEMICS cégtől, amely jelenleg a Semtech egyik egysége. A vezérlőkben fejlett analóg jellemzőket kombinálnak saját fejlesztésű RISC processzorukkal. Az XE8000 család eszközeiben a CoolRISC elnevezésű processzor található. A CPU-nak 8 bites adatsíne és 22 bites utasítássíne van. Minden egyes utasítás, beleértve a 8×8 bites szorzást is, 1 órajelciklus alatt hajtódik végre. Az analóg lehetőségek között szerepel a ZoomingADC, amely egy SD Analóg-digitális átalakító, amely az adatgyűjtés alatt képes egyebek közt a bemeneti jel erősítésére és eltolására (offset).
UART, időzítők, RAM, MTP-ROM ("flash" programmemória), watchdog timer, ADC, DAC, RC és XTAL oszcillátorok, megszakítások, I/O, hétszegmenses kijelző meghajtók és rádiófrekvenciás (RF) interfész a lehetséges csipre integrált lehetőségek.

## XE8000 eszközök
Szenzor-interfészek:
- XE88LC01A
- XE88LC02 (kijelzőmeghajtókkal)
- XE88LC05A (DAC-val)

Rádiófrekvenciás jelfeldolgozás:
- XE88LC06A
- XE88LC07A

## Tipikus célalkalmazások
- Szenzor interfész
- 4-20 mA áramhurok (current loop)
- Elemmel táplált eszközök
- RF interfész